# Donatusstatue (Ostbevern)

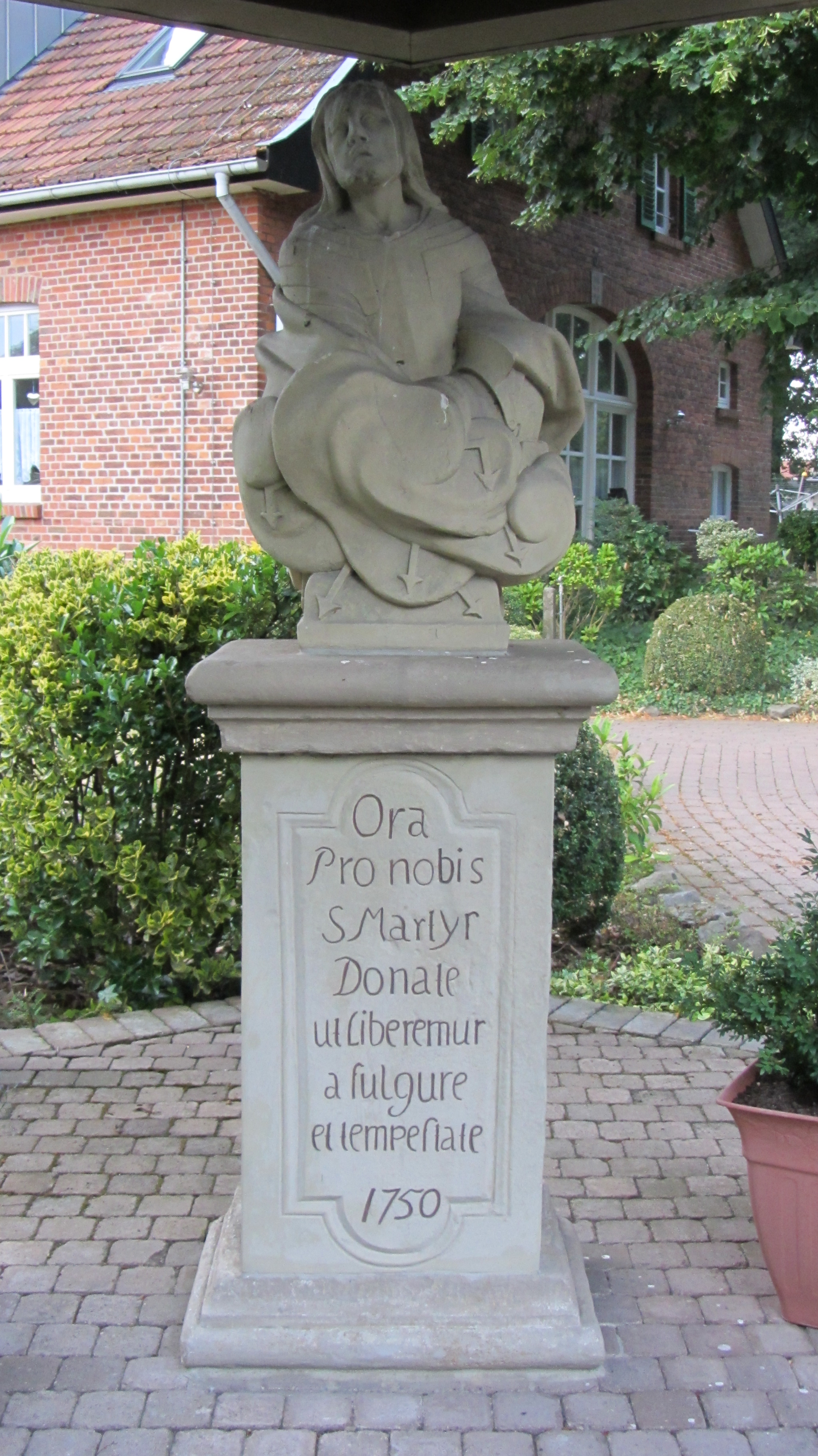
Donatusstatue

Die Donatusstatue in Ostbevern stammt aus der Zeit um 1750. Im 19. und 20. Jahrhundert war sie eine Segensstation der örtlichen Hagelprozession. Die Statue aus Sandstein steht seit 2001 unter Denkmalschutz.

## Herkunft
Die Statue des Hl. Donatus soll ursprünglich im Zisterzienserinnenkloster Rengering im heutigen Ostbevern gestanden haben. Dort war jedenfalls ein Donatusgarten verzeichnet. Dafür spricht auch, dass Altarplatte und Sockel aus verschiedenem Stein bestehen und somit die Altarplatte wohl erst später eingefügt wurde. Das Kloster wurde im Zuge der Säkularisation 1810 aufgelöst. Es ist nicht klar, ob der Bildstock sofort nach der Auflösung oder erst im Laufe des 19. Jahrhunderts vom Klostergelände weg versetzt wurde. Er stand zunächst viele Jahre direkt am Lienener Damm. Danach wurde er näher zum Hof Schwegmann verlegt und mit einer offenen Überdachung versehen. Aus dem ehemaligen Schweinestall auf Hof Schwegmann entstand ein Veranstaltungsraum, der „Donatussaal“.

## Beschreibung
Die Statue ist 85 cm hoch und steht auf einem insgesamt 125 cm hohen altarähnlichen Sockel. Der Heilige ist im Brustbild dargestellt, ruhend auf von Blitzen umgebenen Wolken, den Blick himmelwärts gerichtet: Brustpanzer und Helm zeigen die Attribute des Soldaten. Unter der Statue sind folgende lateinischen Worte zu lesen: 

„Ora pro nobis
S. Martyr Donate
ut liberemur
a fulgure
et tempestate
1750“

Bitte für uns, heiliger Märtyrer Donatus, damit wir befreit werden von Blitz und Ungewitter - 1750.

## Vierte Segensstation der Hagelprozession
Der Heilige Donatus von Münstereifel wird hier als Schutzpatron gegen Blitzschlag und Unwetter verehrt. Die Hagelprozession in Ostbevern, jährlich am dritten Sonntag nach Pfingsten, nahm ihren Weg, von der Pfarrkirche St. Ambrosius kommend, zum Brinkjans Krüüs, der ersten Segensstation. Von hier zog man weiter zur Marienkapelle, der zweiten Segensstation, und zur Annakapelle auf dem Lohkirchhof als dritter Station. Danach ging es auf dem Lienener Damm zurück, um an der Statue des Heiligen Donatus als letzter Segensstation Halt zu machen. Von hier aus zog man zurück zur Pfarrkirche. 
Seit den 1970er Jahren nimmt die Prozession einen wechselnden Verlauf, beginnend auf dem Lienener Damm bzw. auf der Bahnhofstraße. Einzige Segensstation ist heute die Annakapelle. Die Marienkapelle wurde 1994 wegen Straßenverbreiterung abgerissen, die Segensstation bei der Donatus-Statue wurde aufgegeben.

## Einzelbelege
1. ↑   heutige Situation (Memento vom 28. September 2012 im Internet Archive)

Koordinaten: 52° 2′ 24,3″ N, 7° 50′ 40,6″ O